# That's the Way of the World
| Recensione              | Giudizio |
| ----------------------- | -------- |
| AllMusic                |          |
| Robert Christgau        | B+       |
| Dizionario del Pop-Rock |          |

That's the Way of the World è il sesto album in studio del gruppo musicale statunitense Earth, Wind & Fire, pubblicato nel marzo del 1975 dalla Columbia Records. È la colonna sonora dell'omonimo film diretto da Sig Shore.
L'album lanciò al successo internazionale il gruppo, che fino ad allora aveva inciso soltanto alcune hit minori.
Nel 2020, l'album è stato classificato al 420º posto nella classifica di Rolling Stone "The 500 Greatest Album of All Time".

## Tracce

### LP
Lato A (AL 33280)
1. Shining Star – 2:50 (Maurice White, Philip Bailey, Larry Dunn)
2. That's the Way of the World – 5:45 (Maurice White, Charles Stepney, Verdine White)
3. Happy Feelin' – 3:16 (Maurice White, Philip Bailey, Verdine White, Larry Dunn, Al McKay)
4. All About Love – 5:30 (Maurice White, Larry Dunn)

Lato B (BL 33280)
1. Yearnin' Learnin' – 3:41 (Maurice White, Charles Stepney, Philip Bailey)
2. Reasons – 4:53 (Maurice White, Charles Stepney, Philip Bailey)
3. Africano – 5:10 (Maurice White, Larry Dunn)
4. See the Light – 5:30 (Larry Dunn, Philip Bailey, Louise Anglin)

### CD
Edizione CD del 1999, pubblicato dalla Columbia/Legacy Records (CK 65920)
1. Shining Star – 2:50 (Maurice White, Philip Bailey, Larry Dunn, Philip Bailey, Verdine White, Sonny Burke)
2. That's the Way of the World – 5:46 (Maurice White, Charles Stepney, Verdine White)
3. Happy Feelin' – 3:36 (Maurice White, Philip Bailey, Verdine White, Larry Dunn, Al McKay)
4. All About Love – 6:35 (Maurice White, Larry Dunn)
5. Yearnin' Learnin' – 3:40 (Maurice White, Charles Stepney, Philip Bailey)
6. Reasons – 4:59 (Maurice White, Charles Stepney, Philip Bailey)
7. Africano – 5:09 (Maurice White, Larry Dunn)
8. See the Light – 6:18 (Larry Dunn, Philip Bailey, Louise Anglin)
9. Shining Star (Future Star) – 1:05 (Maurice White, Philip Bailey, Larry Dunn) – Traccia bonus - Original Sketches - brano inedito
10. All About Love (First Impression) – 3:12 (Maurice White, Larry Dunn) – Traccia bonus - Original Sketches - brano inedito
11. Happy Feelin' (Anatomy of a Groove) – 3:31 (Maurice White, Philip Bailey, Verdine White, Larry Dunn, Al McKay) – Traccia bonus - Original Sketches - brano inedito
12. Caribou Chaser (Jazzy Jam) – 1:39 (Maurice White, Larry Dunn) – Traccia bonus - Original Sketches - brano inedito
13. That's the Way of the World (Latin Expedition) – 1:41 (Maurice White, Charles Stepney, Verdine White) – Traccia bonus - Original Sketches - brano inedito

## Formazione
- Maurice White – voce, kalimba, batteria
- Verdine White – voce, basso, percussioni
- Philip Bailey – voce, congas, percussioni
- Larry Dunn – piano, organo, sintetizzatore moog
- Al McKay – chitarre, percussioni
- Ralph Johnson – batteria, percussioni
- Johnny Graham – chitarre
- Andrew Woolfolk – flauto, sassofono soprano, sassofono tenore
- Fred White – batteria, percussioni

Altri musicisti
- "Matepe Ensemble" – strumenti ad arco (brano: "See the Light")
- Saini Murira – conduttore strumenti ad arco (brano: "See the Light")
- Oscar Brashear (ringraziamento speciale)
- Ernie Watts (ringraziamento speciale)
- George Bohannon (ringraziamento speciale)
- Charles Stepney – sintetizzatore moog (ringraziamento speciale)

Note aggiuntive
- Maurice White – produttore
- Charles Stepney – co-produttore
- Earth, Wind & Fire e Charles Stepney – arrangiamenti
- Registrazioni effettuate al: "Caribou Ranch" di Nederland, Colorado / "Burbank Studios" di Burbank (California), parti strumenti ad arco
- George Massenburg – ingegnere delle registrazioni
- Curt Wittig – ingegnere delle registrazioni (brano: "See the Light")
- Mixaggio effettuato al "Hollywood Sound Recorders" di Hollywood, California
- Mastering effettuato al "Kendun Recorders" di Burbank, California
- Norman Seef – foto copertina album[9]

## Classifica
Album
| Anno | Classifica             | Posizione raggiunta |
| ---- | ---------------------- | ------------------- |
| 1975 | Billboard 200          | 1                   |
| 1975 | Top R&B/Hip-Hop Albums | 1                   |

Singoli
| Anno | Titolo del brano            | Classifica            | Posizione raggiunta |
| ---- | --------------------------- | --------------------- | ------------------- |
| 1975 | Shining Star                | Billboard Hot 100     | 1                   |
| 1975 | That's the Way of the World | Billboard Hot 100     | 12                  |
| 1975 | Shining Star                | Hot R&B/Hip-Hop Songs | 1                   |
| 1975 | That's the Way of the World | Hot R&B/Hip-Hop Songs | 5                   |